# Jeff Ptak
Jeffrey Benjamin Ptak (ur. 11 listopada 1979) – amerykański siatkarz, były reprezentant kraju, atakujący.
Występował m.in. w rosyjskiej Superlidze, w drużynie Groznyj Grozny.